# Lamar Hunt U.S. Open Cup de 2011
A Lamar Hunt U.S. Open Cup de 2011 foi a 98ª temporada da competição futebolística mais antiga dos Estados Unidos. Seattle Sounders FC entra na competição defendendo o título.
O campeão da competição foi o Seattle Sounders FC, conquistando seu segundo título, e o vice campeão foi o Chicago Fire SC.
Nessa temporada os times na NASL não participaram.

## Participantes
| Entram na Primeira Fase | Entram na Primeira Fase | Entram na Primeira Fase | Entram na Terceira Fase |
| USASA 8 Times | NPSL/PDL 4 Times/9 Times | USL 11 Times | MLS 8 Times |
| USASA - A.A.C. Eagles - Doxa Italia - DV8 Defenders - Iowa Menace - ASC New Stars - New York Pancyprian-Freedoms - Phoenix SC - Regals FC | NPSL - Brooklyn Italians - Chattanooga FC - Hollywood United Hitmen - Madison 56ers PDL - Carolina Dynamo - Central Florida Kraze - Chicago Fire Premier - Chivas El Paso Patriots - Kitsap Pumas - Reading United - Real Colorado Foxes - Ventura County Fusion - Western Mass Pioneers | USL - Charleston Battery - Charlotte Eagles - Dayton Dutch Lions - Harrisburg City Islanders - Los Angeles Blues - F.C. New York - Orlando City - Pittsburgh Riverhounds - Richmond Kickers - Rochester Rhinos - Wilmington Hammerheads FC | - Chicago Fire - Columbus Crew - FC Dallas - Los Angeles Galaxy - New York Red Bulls - Real Salt Lake - Seattle Sounders FC - Sporting Kansas City |

## Premiação
| Lamar Hunt U.S. Open Cup de 2011       |
| -------------------------------------- |
| SEATTLE SOUDERS FC Campeão (3º título) |